# Betapsestis takeuchii
Betapsestis takeuchii är en fjärilsart som beskrevs av Matsumura 1921. Betapsestis takeuchii ingår i släktet Betapsestis och familjen sikelvingar. Inga underarter finns listade i Catalogue of Life.